# Sint-Martinuskerk (Duistervoorde)
De Sint-Martinuskerk is een kerk in Twello (Duistervoorde) met een 75 meter hoge toren. De Sint-Martinuskerk is ook wel bekend als Duistervoorde Kerk.  Naast de kerk staat Huis Duistervoorde dat van 1890 tot 1967 dienstdeed als klooster Sint Anthonius Gesticht van de Zusters van Liefde uit Schijndel. Ten westen hiervan bevindt zich de rooms-katholieke basisschool Martinus Twello. Aan de noordoostzijde, aan de ander kant van de Kerklaan, bevindt zich de rooms-katholieke begraafplaats.
De kerk werd gebouwd in 1887 in neogotische stijl naar ontwerp van de architect Gerard te Riele.